# 多明戈斯·达吉亚
多明戈斯·达吉亚（葡萄牙語：Domingos Antônio da Guia，1912年11月19日—2000年5月18日）是一名巴西足球运动员。
1938年國際足協世界盃上，他为巴西國家足球隊出场四次。他被认为是巴西有史以来最好的防守隊員之一。

## 资质荣誉
- Copa Río Branco（英语：Copa Río Branco）: 1931、1932
- 烏拉圭足球甲級聯賽: 1933
- 里约热内卢州联赛（英语：Campeonato Carioca）: 1934、1939、1942、1943
- 阿根廷足球甲级联赛: 1935
- Roca Cup（英语：Roca Cup）: 1945

### 個人
- 世界盃榮譽: 1938
- 美洲盃足球賽 Player of the tournament: 1945[10]

## 外部鏈接
- Futbol Factory Profile，存档于（存檔日期 December 23, 2007）